# Gabrasz Mária gotthiai hercegnő
Gabrasz Mária (? – 1447 előtt), görögül: Μαρία της Γοτθίας/Μαρία Γάβραινα, olaszul: Maria di Gothia, törökül: Gotlu Maria, latinul: Maria Gotthiae, gotthiai hercegnő. A Gabrasz családból származott. IV. Alexiosz trapezunti császár menye, a házassága révén Crispo Florencia naxoszi hercegnő nagynénje és I. Katalin ciprusi királynő nagynagynénje, Caterino Zeno feleségének a nagynénje, valamint Uzun Haszan feleségének, Komnénosz Teodóra iráni királynénak, I. Iszmáíl perzsa sah nagyanyjának a nagynénje. Ortodox keresztény vallású volt.

## Élete

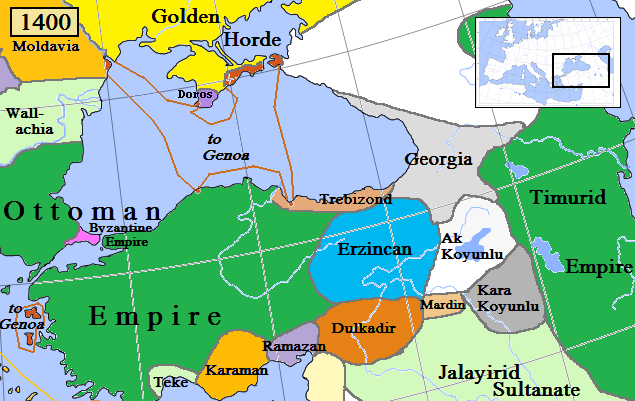
A Trapezunti Császárság és a maradék Bizánci Birodalom 1400-ban.

Apja Alexiosz Gabrasz, a Krím-félszigeten fekvő Gotthiai Fejedelemség uralkodója.
1429-ben feleségül ment II. (Komnénosz) Dávid trapezunti császárhoz.
Apósa IV. Alexiosz (1382–1429) trapezunti császár, az anyósa Kantakuzénosz Teodóra (1382 körül–1426).
Férjének az apai nagyszülei III. Mánuel (1363–1417) trapezunti császár és Bagrationi Eudokia/Gulkan(-Hatun(i)) (Gülhan) (1360 körül–1390) grúz királyi hercegnő, IX. Dávid grúz király és Dzsakeli Szinduhtar szamchei (meszheti) hercegnő lánya.
Férje legidősebb nővére, Eudokia (Valenza), Nic(c)olò Crispo (1392–1450) hercegnek, a Naxoszi Hercegség régensének a felesége lett.
Az ő gyerekeik voltak: II. (Crispo) Ferenc (1417–1463) naxoszi herceg, akinek az 1 felesége Guglielma Zeno volt, és 3 gyermeket szült, a 2. felesége Petronilla Bembo, akitől nem születtek újabb gyermekei, valamint Crispo Florencia (1422–1501), akinek a férje Marco Cornaro (1406–1479) velencei patrícius, Marco Cornaro velencei dózse dédunokája volt. Az ő lányuk volt I. (Cornaro) Katalin (Caterina) (1454–1510) ciprusi királynő (ur.: 1474–1489), aki II. (Fattyú) Jakab (1438–1473) ciprusi királyhoz ment férjhez, és egy fiuk született, III. (Lusignan) Jakab (1473–1474), aki az apja halála után a születésétől a haláláig Ciprus királya volt.
Továbbá a férje nővérének egy másik lánya, Crispo Jolán (Violante) (1427–?) Caterino Zeno (1421/35/43–1490 körül) velencei patríciushoz ment feleségül, akit a Velencei Köztársaság IV. János lányához, Teodórához és férjéhez, Uzun Haszanhoz küldött követeként. Caterino Zeno Teodórát és gyermekeit is meglátogatta, és részletes beszámolót készített a trapezunti császári hercegnőről. Teodóra legidősebb lánya volt Márta, aki szintén ortodox keresztény vallású volt, ezt tükrözte a keresztény neve is, bár Halima néven számontartották, I. Iszmáíl perzsa sah anyja volt.
Fétje ifjabb nővére,Mária (1404 körül–1439) VIII. János (1392–1448) bizánci császárhoz ment feleségül, de nem születtek gyermekei.
Férje ifjabb bátyja, Sándor (?–1454/9) társcsászárként uralkodott IV. János mellett 1447/8-tól a haláláig, amelynek az időpontja bizonytalan, de még a bátyja előtt elhunyhatott, hiszen nem vált egyeduralkodóvá. Sándor felesége Gattilusio Mária (?–1461 után), I. Teodór leszboszi úr lánya volt és egy fiuk született.
Férje második felesége Kantakuzénosz Ilona (1420 körül–1463/5) bizánci úrnő, akitől 10 gyermeke született, többek között N. (leány), akinek a férje Mamia, Guria fejedelme volt. 